# Zakochani rywale (film 2007)
Zakochani rywale (hindi: रक़ीब, urdu: رقیب, Raqeeb) – indyjski thriller miłosny z 2007 roku. W rolach głównych Rahul Khanna, Jimmy Shergill, Sharman Joshi i Tanushree Dutta. Reżyseria - debiut Anurag Singha.

## Fabuła
Remo Matthews (Rahul Khanna) straciwszy wcześnie rodziców wyrasta na związkofoba. Jedyną  jego pasją jest rozbudowa swojej milionowej firmy informatycznej.  Dopiero  przyjacielowi (Sharman Joshi) udaje się  pomoc Remo w poznaniu kobiety, której ten nie może się oprzeć. Ale  Sophie (Tanushree  Dutta) ukrywa pewną tajemnicę. Gdy zakochany w niej mąż wyjeżdża na kilka dni w sprawach firmy, w domu pojawia się  Sunny Khanna (Jimmy Shergill). Nie ma innego sposobu cieszenia się i sobą i pieniędzmi, jak pozbyć się bogatego męża. Plan przewiduje zbrodnię doskonałą. Remo ma umrzeć podczas ataku astmy.

## Obsada
- Rahul Khanna ..  Remo
- Sharman Joshi ..  Siddharth
- Jimmy Shergill ..  Sunny
- Tanushree Dutta .. Sophie
- Sherlyn Chopra .. gościnnie

## Muzyka
Muzykę i piosenki skomponował Pritam Chakraborty.
- Channa Ve Channa - Gayatri Ganjawala
- Dushmana - Sunidhi Chauhan
- Jaane Kaise - KK
- Qateel - Alisha Chinoy
- Tum Ho - Tulsi Kumar, Zubeen Garg
- Tera Chehra Sanam - KK